# George Osborne (10e duc de Leeds)
George Godolphin Osborne, 10e duc de Leeds, (18 septembre 1862 - 10 mai 1927) est un homme politique, militaire et pair britannique.

## Biographie

### Vie privée
Il est le fils aîné survivant de George Osborne, 9e duc de Leeds et de Frances Georgiana Pitt-Rivers, fille de George Pitt-Rivers, 4e baron Rivers. 
Il fait ses études au Collège d'Eton puis au Trinity College de Cambridge.
Il est titré comte de Danby entre 1859 et 1872 puis marquis de Carmarthen entre 1872 et 1895.

### Vie publique
Il entre à la Chambre des communes britannique, en tant que marquis de Carmarthen, en 1887, représentant Brixton jusqu'en décembre 1895, date à laquelle il succède à son père dans ses titres. Au cours de ses trois premières années en tant que député, Lord Carmarthen est secrétaire adjoint de Henry Holland, 1er vicomte Knutsford. 
Il est trésorier de la Maison royale (Treasurer of the Household) en 1895 et 1896 et siège au London County Council. Il est juge de paix pour la circonscription nord du comté de York. Il est lieutenant dans les Yorkshire Hussars et capitaine honoraire dans la Royal Naval Reserve. Il commande le Royal Yacht Squadron et est aide de camp naval du roi. 
À la fin du XIXe siècle, le duc de Leeds est initié à la société fraternelle de l'ancien ordre des druides et est présent à Stonehenge en août 1905 pour la première cérémonie massive organisée par l'AOD. 
Le duc de Leeds est connu pour ses lévriers de course. Ses dettes de jeu ont joué un rôle dans la vente du siège familial d'Hornby Castle par son fils et héritier.
Il décède le 10 mai 1927, âgée de soixante-quatre ans, et est enterré quatre jours plus tard,.

## Famille
Il épouse, le 13 février 1884 à St Paul's Knightsbridge, Katherine Frances Lambton (1862-1952), fille de George Lambton, 2e comte de Durham et de Beatrix Frances Hamilton. Ils ont cinq enfants,. 
- Gwendolen Fanny Godolphin Osborne (2 mars 1885 - 25 février 1933) épouse Algernon Gascoyne-Cecil (31 janvier 1879 - 13 avril 1953), dont descendance ;
- Olga Katherine Godolphin Osborne (3 octobre 1886 - 9 août 1929), célibataire, sans enfants ;
- Dorothy Beatrix Godolphin Osborne (3 décembre 1888 - 18 juin 1946) épouse Patrick Bowes-Lyon, 15e comte de Strathmore et Kinghorne (22 septembre 1884 - 25 mai 1949), dont descendance ;
- Moira Godolphin Osborne (20 mai 1892 - 20 mai 1976) épouse Olivier Lyttelton, 1er vicomte Chandos (15 mars 1893 - 21 janvier 1972), dont descendance ;
- John Osborne, 11e duc de Leeds (12 mars 1901 - 26 janvier 1963) épouse en premières noces Irma de Malkhozouny (sans descendance), puis épouse en secondes noces Audrey Young (2 mai 1924 - 30 septembre 1998) (dont descendance), puis épouse en troisièmes noces Caroline Vatcher of Jersey (18 mai 1931 - 16 juillet 2005) (sans descendance).

## Distinctions

### Décorations britanniques
- Médaille du jubilé d'or de Victoria (21 juin 1887)
- Médaille du jubilé de diamant de Victoria (20 juin 1897)
- Médaille du couronnement du roi Édouard VII (26 juin 1902)
- Médaille du couronnement du roi George V (30 juin 1911)